# Jean de Losse
Jean de Losse (1504 - 6 juin 1579) est un noble français, époux d'Anne de Saint-Clar de Puymartin. 

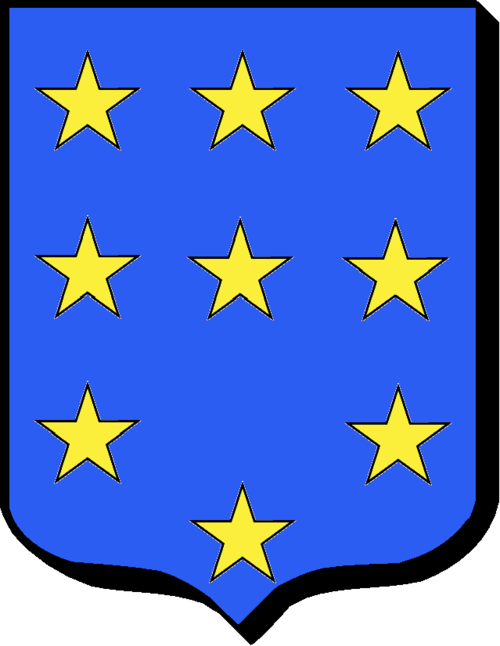
Blason de la famille de Losse

## Origine
Au XIIe siècle, la famille de Losse, originaire de Bruges, en Flandre, vint se fixer sur les bords de la Vézère. La Flandre était alors un fief mouvant de la Couronne de France. À cette époque, il était fréquent que les cadets de famille (le droit d'aînesse les privant de tous biens) cherchent des terres à exploiter loin de leur famille et fassent allégeance au seigneur local, en l'occurrence le seigneur de Montignac.
L'installation de la famille de Losse dans la paroisse de Thonac remonte à Guillaume I de Losse, écuyer, marié à Richarde de la Roche, qui a passé un acte en 1248 et a testé en 1274 en faveur de Guillaume II de Losse, marié à Amélie de la Roche dont il a eu Raynald de Losse (1350- ) marié à Marguerite de Laval (1355- ).
Depuis lors la présence des Losse est attestée en continuité. De plus ils s'illustrent au service des rois de France dans toutes les batailles tant à Crécy qu'à Poitiers et Azincourt.

## Carrière
Cette tradition militaire de service à la Couronne trouve son aboutissement dans la noble figure du Marquis Jean II de Losse (1504-1580). Il fut page de François Ier. Devenu capitaine il est cité pour son courage dans les combats contre Charles Quint. Il est nommé gouverneur et chargé de défendre plusieurs places fortes dans le Nord contre les Impériaux. Sous Henri II († 1559), puis François II († 1560), il continue à assurer la défense de villes stratégiques dont Thérouanne et Mariembourg, et il est fait Gentilhomme de la chambre du Roi. Sous Charles IX († 1574), il est le premier capitaine Français de la garde écossaise du Louvre. En 1578, sous Henri III, il est un des premiers bénéficiaires de l'ordre du Saint-Esprit nouvellement créé.
Il servit ainsi tous les fils de Catherine de Médicis et ensuite reçut la haute mission de présider à l'éducation du jeune prince de Béarn à la Cour, le futur Henri IV.
Enfin en 1573, en l'année de la paix de la Rochelle, il devint gouverneur de son pays, le Limousin et le Périgord et lieutenant-général de la Guyenne.

## Famille de Losse
- Guillaume I de Losse marié à Catherine de la Roche[3]
  - Guillaume II de Losse marié à Émélie de la Roche
    - Raynald de Losse (1350- ) marié en premières noces à Marguerite de Laval (1355- ) et en secondes noces à Raimonde de Gibra
      - Adhémar de Losse (1375- ) marié à Jeanne Broussard
        - Jean I de Losse (1400- ) marié à Mathe de la Beyssarie (1405- )
          - Frenon I de Losse (1430-1465) marié à Marguerite de Ferrières, tué à la bataille de Montlhéry
            - Frenon II de Losse (1465-1505) marié à Antoinette de Carbonnières (1479- )
              - Pierre de Losse (1490-1515) marié à Anne de Saint-Astier de Lieudieu, tué au cours des guerres d'Italie, capitaine de 200 chevau-légers
                - Jean II de Losse (1504-1579)[4],[5] marié à Anne de Saint-Clar de Puymartin
                  - Jean III de Losse ( -1602)[6] marié en 1573 à Jeanne Isabeau de Roquefeuil[7],[8]
                    - Jean IV de Losse, baron de Losse, marié en 1605 à Françoise de Vabres
                      - Jean de Losse marié à Jeanne de Montaut
                        - Jean-Cyrus de Losse marié à Jeanne de La Bermondie
                          - Philippe-Cyrus de Losse marié à Antoinette de Losse
                            - Jean Philippe Cyrus de Losse ( -1772) marié à Marie Angélique Césarine de Carbonnières
                              - Marie Louise de Losse mariée à Vincent Sylvestre de Timbrune de Valence

                    - Emmanuel de Losse marié par contrat du 15 janvier 1624 avec Antoinette de Saint-Astier
                      - Jean de Losse marié à Madeleine de Bosredon
                        - Antoine de Losse marié à Anne de La Bigotie
                          - Charles Emmanuel de Losse marié à Marianne de Cota
                            - Charles Joseph de Losse marié à Claire Émilie Eymar de Pépin
                              - Charles Antoine de Losse (1796-1871) marié à Marie Henriette de La Borie de Campagne (1803- )
                                - Joseph de Losse (1831-1896) marié avec Josephine Henriette de Gourgues

                              - Charles Joseph Émile de Losse marié à Jeanne Zoé de Laval
                                - Élie Cyrus de Losse (1829-1902), comte de Losse, marié en 1862 avec Françoise Angélique Eugénie Bouthier (1830-1919)
                                  - Guillaume de Losse (1870-1942)

                          - Léon de Losse marié à Antoinette de La Vergne
                            - Antoinette de Losse mariée à Philippe-Cyrus de Losse
                              - Marie Louise de Losse mariée à Vincent Sylvestre de Timbrune de Valence[9]

                  - Pierre de Losse, mort au berceau
                  - Gaston de Losse tué au siège de La Rochelle (1573)
                  - Léon de Losse tué à Montignac en mai 1580
                  - Aymard de Losse, officier de la garde du roi[10]